# معاهدة الاستثمار الثنائية
معاهدة الاستثمار الثنائية (BIT) هي اتفاقية تحدد الشروط والأحكام للاستثمار الخاص من قبل مواطني وشركات دولة ما في دولة أخرى. يُطلق على هذا النوع من الاستثمار اسم الاستثمار الأجنبي المباشر (FDI). يتم إنشاء معاهدات الاستثمار الثنائية من خلال اتفاقيات التجارة. معاهدة الصداقة والتجارة والملاحة التي أبرمت في القرن التاسع عشر تُعتبر سابقةً لمعاهدة الاستثمار الثنائية. برز هذا النوع من المعاهدات بعد الحربين العالميتين عندما أرادت الدول المتقدمة حماية استثماراتها في الدول النامية من المصادرة. 
تمنح معظم معاهدات الاستثمار الثنائية الاستثمارات — التي يقوم بها مستثمر من إحدى الدول المتعاقدة في أراضي الدولة المتعاقدة الأخرى — عددًا من الضمانات، والتي تتضمن عادةً المعاملة العادلة والمنصفة، والحماية من المصادرة، والنقل الحر للوسائل والحماية الكاملة والأمن.  السمة المميزة للعديد من معاهدات الاستثمار الثنائية هي أنها تسمح بآلية بديلة لحل النزاعات، حيث يمكن للمستثمر الذي انتهكت حقوقه بموجب معاهدة الاستثمار الثنائية أن يلجأ إلى التحكيم الدولي، غالبًا تحت رعاية المركز الدولي لتسوية منازعات الاستثمار (ICSID)، بدلًا من مقاضاة الدولة المضيفة في محاكمها الخاصة.  وتسمى هذه العملية بتسوية النزاعات بين المستثمر والدولة (ISDS).
تم توقيع أول معاهدة استثمار ثنائية في العالم في ٢٥ نوفمبر ١٩٥٩ بين باكستان وألمانيا.   يوجد حاليًا أكثر من ٢٥٠٠ معاهدة استثمار ثنائية سارية المفعول، وتشمل معظم بلدان العالم.  وفي السنوات الأخيرة، نما عدد معاهدات الاستثمار الثنائية واتفاقيات التجارة التفضيلية، على وجه الخصوص، بوتيرة سريعة للغاية؛ حيث أصبحت كل دولة تقريبًا عضوًا في واحدة على الأقل من هذه المعاهدات.  الدول المصدرة لرأس المال المؤثر[بحاجة لمصدر] عادة ما تتفاوض على معاهدات الاستثمار الثنائية على أساس نصوص "نموذجية" خاصة بهم (مثل نموذج معاهدة الاستثمار الثنائية الهندية أو الأمريكية).   وأصبحت الأحكام البيئية أيضًا شائعة بشكل متزايد في اتفاقيات الاستثمار الدولية، مثل معاهدات الاستثمار الثنائية.  :104وجزءًا من الجهود الرامية إلى إصلاح المعايير الموضوعية لحماية الاستثمار، سعت الدول إلى إدخال الحق في التنظيم في معاهدات الاستثمار الثنائية الجديدة الخاصة بها. 
وقد تتضمّن معاهدة الاستثمار الثنائية أيضًا قوائم بالصناعات المستبعدة التي يتفق الطرفان على أنّها لن تشملها معاهدة الاستثمار الثنائية.  

## نقد
تمنح معاهدات الاستثمار الثّنائيّة حقوقًا للمستثمرين، ولكنّها تفرض التزامات على الدّول فقط. في حين أصبحت الاعتراضات الأوّليّة من جانب الدول أكثر شيوعًا في القضايا المرفوعة بموجب معاهدات الاستثمار الثنائية،  تحدثت المنظمات غير الحكومية ضد استخدام معاهدات الاستثمار الثنائية — مشيرةً إلى أنها مصممة أساسًا لحماية المستثمرين الأجانب ولا تأخذ في الاعتبار الالتزامات والمعايير لحماية البيئة وحقوق العمل والأحكام الاجتماعية أو الموارد الطبيعية. وعلاوة على ذلك، عندما يتم الاتفاق على مثل هذه البنود، فإن صياغتها تكون من الناحية القانونية مفتوحة للغاية وغالبًا ما تكون غير متوقعة.  قد تكون الدعوى المضادة وسيلة لإعادة التوازن لقانون الاستثمار، من خلال السماح للدول بتقديم دعاوى ضد المستثمرين، كوسيلة لمعاقبة سوء سلوك المستثمرين. 

## شخصيات بارزة
- فرانز ج. سيدلماير

## ملحوظات
1. ↑  "For Cairns dispute, international arbitration is not the way forward". The Indian Express (بالإنجليزية). 21 Jul 2021. Archived from the original on 2022-09-12. Retrieved 2021-07-21.
2. ↑  Beri، Parfait Bihkongnyuy؛ Nubong، Gabila Fohtung (2021). "Impact of bilateral investment treaties on foreign direct investment in Africa". African Development Review. ج. 33 ع. 3: 439–451. DOI:10.1111/1467-8268.12583. S2CID:237649742. مؤرشف من الأصل في 2024-06-08.
3. ↑  See Jarrod Wong, "Umbrella Clauses In Bilateral Investment Treaties: Of Breaches of Contract, Treaty Violations, and the Divide Between Developing and Developed Countries In Foreign Investment Disputes", George Mason Law Review (14 Geo. Mason L. Rev. 135) (2007). نسخة محفوظة 2024-07-04 على موقع واي باك مشين.
4. ↑  "Germany - Pakistan BIT (1959)". مؤرشف من الأصل في 2024-06-16. اطلع عليه بتاريخ 2015-08-10.
5. ↑  "bilaterals.org | The Bilateral Investment Treaty: Investment facilitator or host country albatross? - print". 13 فبراير 2006. مؤرشف من الأصل في 2006-02-13. اطلع عليه بتاريخ 2019-11-05.
6. ↑  See Rudolf Dolzer and Christoph Schreuer, Principles of International Investment Law, Oxford, 2008, p. 2. Also see UNCTAD, World Investment Report (2006) XVII, 26.
7. ↑  Tobin، Jennifer L.؛ Busch، Marc L. (2010). "A BIT is Better Than a Lot: Bilateral Investment Treaties and Preferential Trade Agreements". World Politics. ج. 62: 1–42. DOI:10.1017/S0043887109990190. S2CID:12007652. مؤرشف من الأصل في 2024-04-15.
8. ↑  "Model Text of the Indian Bilateral Investment Treaty" (PDF). mygov.in. مؤرشف من الأصل (PDF) في 2024-06-03. اطلع عليه بتاريخ 2016-10-25.
9. ↑  "Bilateral Investment Treaties | United States Trade Representative". ustr.gov. مؤرشف من الأصل في 2015-08-10. اطلع عليه بتاريخ 2019-11-05.
10. ↑  Condon، Madison (1 يناير 2015). "The Integration of Environmental Law into International Investment Treaties and Trade Agreements: Negotiation Process and the Legalization of Commitments". Virginia Environmental Law Journal. ج. 33 ع. 1: 102. مؤرشف من الأصل في 2024-08-10.
11. ↑  Titi، Aikaterini (2014). The Right to Regulate in International Investment Law. Nomos. DOI:10.5771/9783845251783. ISBN:978-3-8452-5178-3. مؤرشف من الأصل في 2024-04-23.
12. ↑  Roach، Stephen S. (2022). Accidental Conflict: America, China, and the Clash of False Narratives. New Haven: مطبعة جامعة ييل. DOI:10.12987/9780300269017. ISBN:978-0-300-26901-7. JSTOR:j.ctv2z0vv2v. OCLC:1347023475.
13. ↑  See Deepaloke Chatterjee, Ansung Housing v China, World Trade Review, https://www.cambridge.org/core/journals/world-trade-review/article/ansung-housing-co-ltd-v-peoples-republic-of-china/6B98780B7EDD5317B9B92F08A9BEB963 نسخة محفوظة 2023-12-03 على موقع واي باك مشين.
14. ↑  Protest against EU investment policy Transnational Institute نسخة محفوظة 2015-08-10 at Archive.is
15. ↑  Arnaud de Nanteuil (17 أغسطس 2018). "Counterclaims in Investment Arbitration: Old Questions, New Answers?". The Law & Practice of International Courts and Tribunals. مؤرشف من الأصل في 2024-06-21. اطلع عليه بتاريخ 2020-11-23.

## روابط خارجية
- قائمة مؤتمر الأمم المتحدة للتجارة والتنمية (الأونكتاد) لجميع معاهدات الاستثمار الثنائية الحالية بين الدول، مع روابط لنصوص المعاهدات.
- معلومات عن المعاهدة الكندية
- اكتشف الجانب المظلم للاستثمار مصادر تنتقد اتفاقيات الاستثمار لإعطاء الأولوية لأرباح الشركات فوق حقوق الإنسان وحماية البيئة